# Sotteville
Sotteville – miejscowość i gmina we Francji, w regionie Normandia, w departamencie Manche.
Według danych na rok 1990 gminę zamieszkiwały 312 osoby, a gęstość zaludnienia wynosiła 51 osób/km² (wśród 1815 gmin Dolnej Normandii Sotteville plasuje się na 584. miejscu pod względem liczby ludności, natomiast pod względem powierzchni na miejscu 791.).